# Clinodiplosis apocyni
Clinodiplosis apocyni is een muggensoort uit de familie van de galmuggen (Cecidomyiidae). De wetenschappelijke naam van de soort werd voor het eerst geldig gepubliceerd in 1908 door Ephraim Porter Felt.